# Víctor Colón
Víctor Colón (Bayamón, Puerto Rico, 16 de marzo de 1972) es un gimnasta artístico nacido puertorriqueño, medallista de bronce del mundo en 1992 en la prueba de salto de potro.

## Carrera deportiva
En el Mundial celebrado en París en 1992 consigue la medalla de bronce en la prueba de salto, tras el surcoreano You Ok-Youl, el gimnasta del Equipo Unificado Igor Korobchinsky y empatado con el canadiense Curtis Hibbert.